# Disszertáció

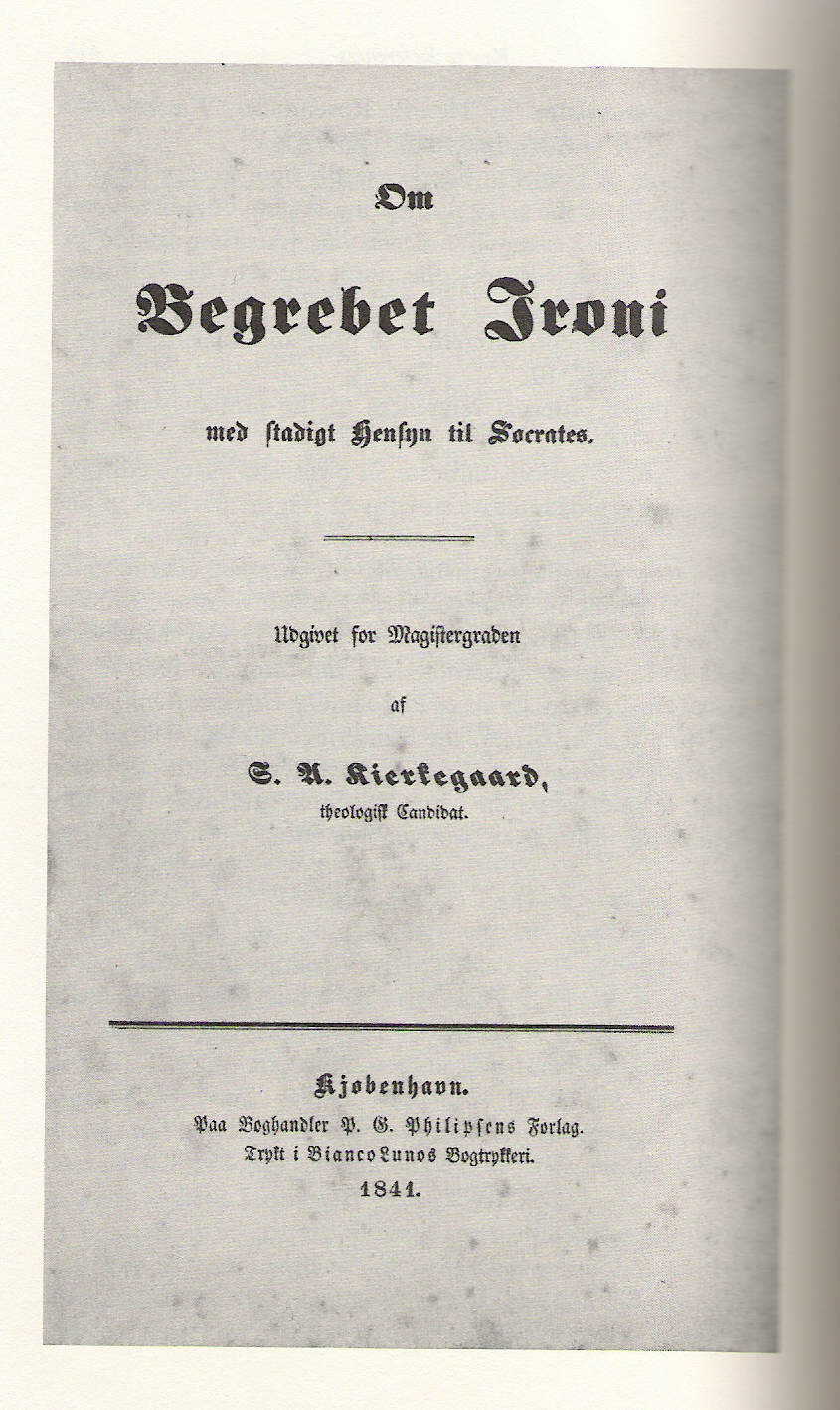
Søren Aabye Kierkegaard egyetemi disszertációjának címoldala

A disszertáció, tézis, értekezés egy olyan dokumentum, melyet a szerzője egy tudományos fokozat vagy szakmai képzettség megszerzése érdekében készít, és amelyben a szerző kutatási eredményei és megállapításai szerepelnek.
Egyes országokban/egyetemeken a „disszertáció” szót az egyetemi alap- illetve mesterképzésen készített szakdolgozatokra is használják, Magyarországon azonban sohasem, ahol normál esetben a doktorátushoz kapcsolódó fogalom.

## Etimológia
A „tézis” szó a görög θέσις, míg a „disszertáció” a latin dissertātiō szóból ered.

## Felépítés
Egy tipikus szakdolgozat a következő elemekből épül fel: címlap, rövid kivonat, tartalomjegyzék, tartalmi rész, amely magába foglalja a különböző fejezeteket (bevezetés, irodalmi áttekintés, megállapítások stb.), és bibliográfia vagy (gyakrabban) referenciák, hivatkozások fejezet. A felépítésben sok eltérés lehet a tanulmány vizsgálati területének függvényében (pl. művészet, humán tudományok, társadalomtudomány, technológia, természettudomány stb.)
Alapesetben a disszertációk egy kutatási projektről vagy egy téma elmélyült vizsgálatáról készülnek. Az értekezés felépítése kifejti a kitűzött célt, a használt módszereket és a projekt megállapításait az alábbi fejezetek segítségével:
a) bevezetés, amely bemutatja a kutatás témáját és elmagyarázza, hogy mi a tanulmány témaválasztásának oka
b) irodalmi áttekintés, a lényeges irodalmak áttekintése és bemutatása, hogy ezek miként kapcsolódnak a kutatási területhez
c) módszertani fejezet, amely bemutatja, milyen módon lett megtervezve a kutatás, és miért azt a kutatási módszert használták
d) megállapítások fejezet, melyben a saját kutatási eredmények kerülnek kifejtésre
e) elemzés fejezet, amiben a kapott eredmények kivizsgálásra kerülnek
f) következtetések, melyben levonják a végkövetkeztetést és a hipotézis helyességét vizsgálják.

## A disszertáció leadása
A disszertáció benyújtása az utolsó formális előfeltétele a záróvizsgának. A hallgatók kötelesek leadni a szakdolgozat egy vagy több példányát az illetékes testületnek. A szakdolgozat határidőn túli leadása csúszást eredményezhet a diplomázásban.
A papírmunkák és adminisztráció elvégzését követően a szakdolgozatok elérhetők az egyetemi könyvtárban.

## A hipotézis
Az alaphipotézis lényeges és nélkülözhetetlen eleme a szakdolgozatnak. A hipotézis egy vagy két mondatból áll, célja hogy ismertesse az olvasóval, hogy mi az értekezés előzetes felvetése. Más szóval a szakdolgozat egy hipotézissel indul, ami a kutatás középpontjában áll, és amin a fő hangsúly fekszik.
Kulcsfontosságú követelmények a hipotézishez:
- az állítás legyen világosan megfogalmazott és konkrét
- a hipotézisnek be kell mutatnia a szerző elképzeléseit és a végigvezetést a disszertációnak megfelelően.